# Brighton
Brighton [ˈbɹaɪtən] ist eine Stadt an der Küste des Ärmelkanals in der Grafschaft East Sussex. Sie bildet zusammen mit dem unmittelbar angrenzenden Hove die Unitary Authority Brighton and Hove. Die Stadt ist das größte und bekannteste Seebad im Vereinigten Königreich.

## Geschichte

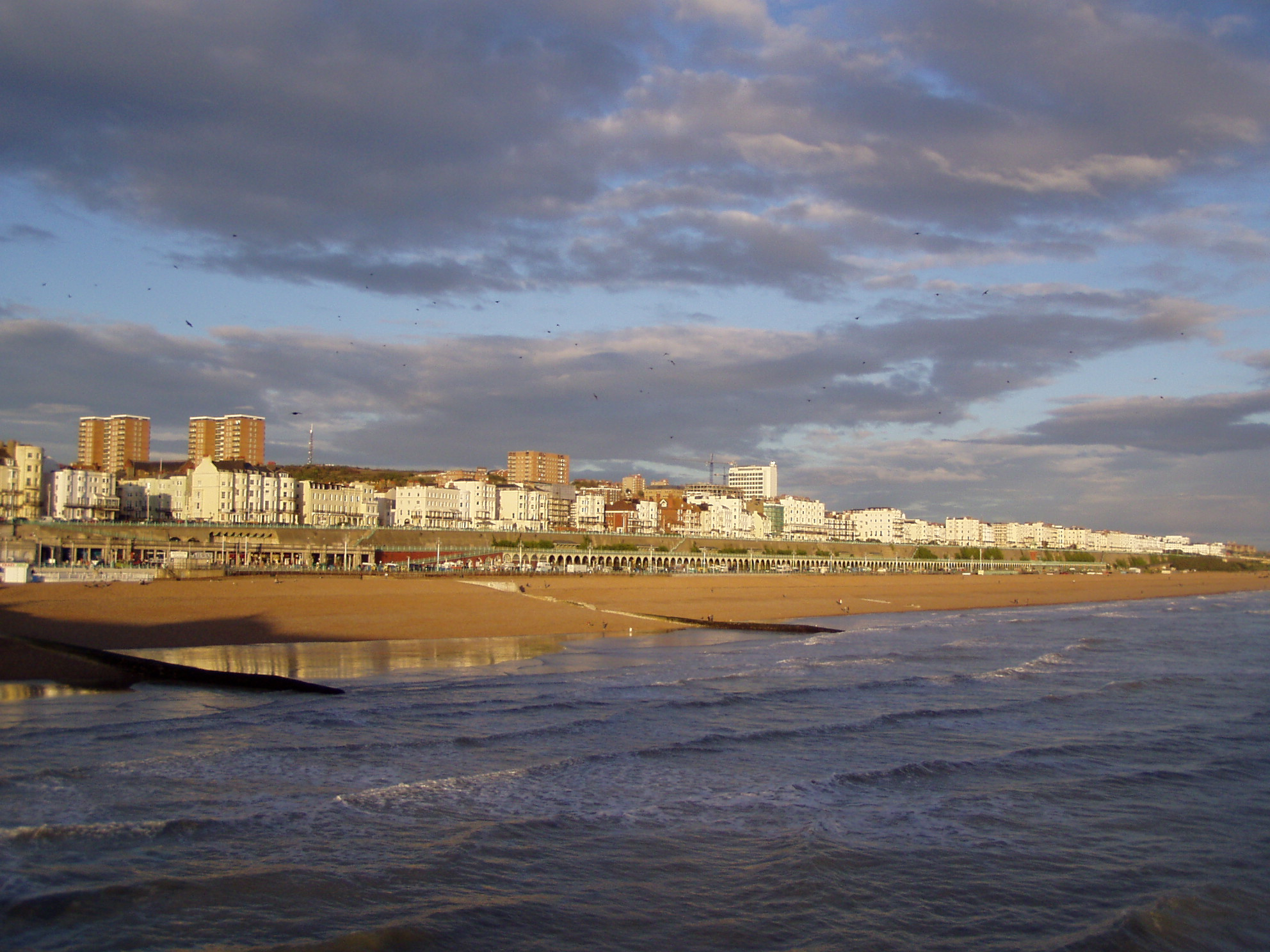
Brighton Seafront in Richtung Osten (Marina), fotografiert vom Brighton Pier

Auf dem Gebiet der späteren Stadt siedelten schon die Römer. Bei Ausgrabungen wurde eine römische Villa freigelegt.
Die heutige Stadt Brighton geht auf eine angelsächsische Gründung aus dem 5. Jahrhundert zurück. In der ersten urkundlichen Erwähnung wird der Ort „Beorthelm’s-tun“ (town of Beorthelm) genannt, später „Bristemestune“ und im 16. Jahrhundert dann Brighthelmstone, ehe der Ort im Jahr 1660 erstmals Brighton geschrieben wird. Offiziell gilt dieser Name seit dem Jahr 1810.
Im Jahr 1497 wurde ein erster Befestigungsturm in der Nähe des Ortes errichtet. Dennoch wurde das Fischerdorf im Jahr 1514 von der französischen Flotte während eines Krieges nach dem Treaty of Westminster (1511) zerstört und niedergebrannt. Der Ort wurde wieder aufgebaut und 1580 lebten 400 Fischer und 100 Bauern dort, mit ihren Familien also über 2000 Personen. Um das Jahr 1660 soll Brighton sogar etwa 4000 Einwohner gehabt haben, es war also keineswegs ein Dorf, wie mitunter behauptet wird. Im 17. Jahrhundert wurde der Fischfang, von dem die Bevölkerung überwiegend lebte, durch Kriege zwischen Franzosen und Holländern stark in Mitleidenschaft gezogen, da die Fischkutter oft nicht auslaufen konnten.
In den Jahren 1703 und 1705 wurde der Ort durch schwere Stürme verwüstet. Es wurden nicht mehr alle zerstörten Häuser neu aufgebaut, denn die wirtschaftliche Krise hielt an, außerdem ging kontinuierlich Land entlang der Küste verloren, da es keine Deiche gab. Zu Anfang des 18. Jahrhunderts hatte Brighton nur noch etwa 1500 Einwohner. 1750 veröffentlichte der Arzt Richard Russell aus Lewes eine Schrift über die gesundheitsfördernden Aspekte des Meerwassers, vor allem in Brighton. Er errichtete im Jahr 1753 auf dem Grundstück Old Steine das damals größte Gebäude Brightons, in dem er wohnte und auch seine Patienten logierten, und schon bald machten sich wohlhabende Kranke auf den Weg an die Küste. Um 1780 entwickelte sich Brighton zu einem modischen Kurort. Diese Entwicklung wurde beschleunigt, als 1786 der junge Prinzregent (der spätere König George IV.) hier ein Landhaus kaufte, um den größten Teil seiner Freizeit dort zu verbringen. Er ließ es später zum exotisch aussehenden Royal Pavilion ausbauen, der bekanntesten Sehenswürdigkeit der Stadt.

In den Jahren 1770 bis 1795 wurden 635 neue Häuser in Brighton gebaut. Um das Jahr 1820 wurden die Viertel Kemp Town und Brunswick Town errichtet. 1823 erhielt der Ort als ersten Pier den Chain Pier, im Jahr 1866 folgte der West Pier. Seit 1841 gab es eine Eisenbahnverbindung nach London. 1872 wurde ein großes Aquarium eingeweiht, damals eine internationale Attraktion. Aus Meyers Konversationslexikon von 1898 ist zu erfahren: 

„Brighton hat drei Saisons im Lauf des Jahres. Im Mai und Juni ist es fast ausschließlich von den Familien der Londoner Kleinbürger (tradespeople) besucht, im Juli und August von Ärzten, Advokaten, Künstlern etc., und in den Herbst- und Wintermonaten, wenn es an der südlichen Seeküste sonnig warm ist, wimmelt es von Lords und Ladies, die vom Kontinent heimkehren. Die Zahl der Besucher, welche sich längere Zeit hier aufhalten, beträgt jährlich über 80.000“.

Im Jahr 1896 wurde Brighton Zielort eines der ältesten kontinuierlich ausgetragenen Autorennen der Welt, des heutigen London to Brighton Veteran Car Run. In diesem Rennen dürfen lediglich Fahrzeuge aus edwardianischer Zeit und den Anfängen der Automobilität teilnehmen, das heißt Fahrzeuge, die ein Baudatum vor dem Januar 1905 ausweisen können.
Das Aufschütten der Deiche erfolgte im Jahr 1930, um die Erosion durch den Seegang aufzuhalten. Während des Zweiten Weltkriegs wurde Brighton ebenso wie London von der deutschen Luftwaffe mehrmals bombardiert.
Brighton ist auch ein hektischer Ferienort mit vielen Antiquitäten- und Buchläden, Restaurants und Spielhallen. Die Stadt wird manchmal auch London by the Sea genannt, wegen ihrer Atmosphäre sowie wegen der großen Anzahl von Besuchern aus London, die vor allem an den Wochenenden und während der Sommerferien an die Küste strömen. Im Sommer beherbergt Brighton Tausende von jungen Menschen aus ganz Europa, die hier Sprachkurse belegen.

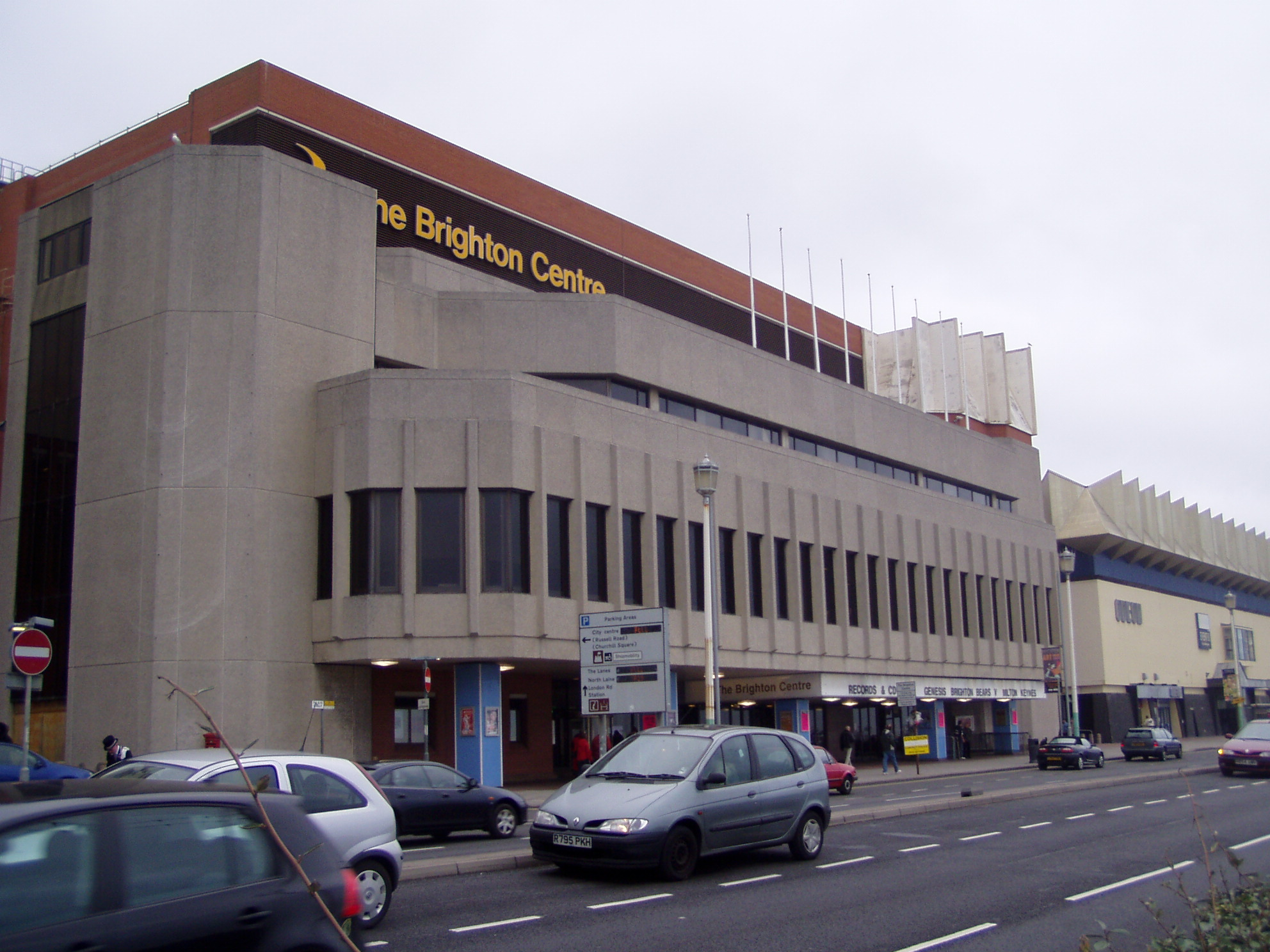
Das Kongresszentrum Brightons an der Seafront

Im Kongresszentrum von Brighton findet fast alljährlich ein Parteitag einer der drei großen politischen Parteien statt. Am 12. Oktober 1984 explodierte im Grand Hotel eine Bombe der IRA; fünf Menschen starben. Die damalige Premierministerin Margaret Thatcher, die dort abgestiegen war, entkam nur knapp dem Attentat. Einer der Minister, Norman Tebbit, wurde schwer verletzt.
Im Jahr 1997 schlossen sich Brighton und die benachbarten Orte Portslade, Rottingdean und die Stadt Hove zu einer Stadt zusammen, die im Jahr 2001 den Status einer City erhielt. Im Gegensatz zu den alten Cities verfügen „Millennium-Cities“ wie Brighton und Hove jedoch nicht über alle königlichen City-Privilegien, wie zum Beispiel einen Bischofssitz.

## Infrastruktur

### Verkehr
Der im Jahr 1840 fertiggestellte Bahnhof Brighton ist ein typisch englischer Kopfbahnhof. Der schnellste Zug von London Victoria mit Dampf, der Brighton Limited, benötigte 52 Minuten bis Brighton. Nach der Elektrifizierung gelang es der Südbahn, die Zeit auf 47 Minuten zu drücken, was seit der Abschaffung des legendären Brighton Belle im Jahr 1972 keinem Zug mehr gelang. Seit kurzem schaffen es einzelne Züge von Southern immerhin wieder in 49 Minuten. Seit der Privatisierung der englischen Eisenbahnen 1996 und 1997 sind etwa ein Drittel der Gleise im Personenbahnhof außer Betrieb genommen worden. Der Güterbahnhof und die Lokomotivwerkstätten wurden bis 2003 gänzlich abgebrochen und seit 2005 mit einem neuen Quartier mit Wohnungen im Luxusbereich bebaut.
Die drei Linien ab Brighton führen nach London (die alte Southern-Linie nach London Victoria; Thameslink aus den 1970er Jahren nach London Bridge und Blackfriars, Flughafen London-Luton), die East Coastway Line in Richtung Südwesten und Richtung Eastbourne und Ashford sowie die West Coastway Line nach Southampton. Der Flughafen London-Gatwick ist von Brighton aus am schnellsten mit den häufig verkehrenden Schnellzügen verschiedener Gesellschaften zu erreichen. Der lokale Airport Brighton City befindet sich westlich von Portslade in Shoreham.
Eher eine Touristenattraktion als ein Verkehrsmittel ist die Volk’s Electric Railway. Sie ist die älteste elektrische Eisenbahn in Großbritannien und fährt zwischen dem Brighton Pier und Kemp Town am Strand entlang.
Weiterhin gab es in Brighton die „Brighton and Rottingdean Seashore Electric Railway“, im Volksmund „Daddy Longlegs“ („Weberknecht“) genannt, eine Art Straßenbahn auf ca. acht Meter hohen Stelzen, die durch eine Nordseebucht fuhr. Die Bahn wurde 1896 in Betrieb genommen und schon 1901 wieder stillgelegt.
Der Busverkehr im Rahmen des ÖPNV in Brighton & Hove wird von verschiedenen Busverkehrsunternehmen angeboten. Das größte ist Brighton & Hove, ein Unternehmen der Go-Ahead-Gruppe, das die meisten Stadtbuslinien betreibt, aber auch Linien nach Eastbourne über Seaford (Linien 12/12A/12X/13X) und Tunbridge Wells über Lewes (Linien 28/29/29B/29X). Sussex Bus betreibt die Verbindung von Brighton nach Haywards Heath (Linien 33, 40/40X), Stagecoach betreibt die Linie an der Küste entlang westwärts nach Arundel mit Anschluss nach Portsmouth (Linie 700).

### East Sussex Fire Brigade
Die Fire Brigade East Sussex ist eine Feuerwehrorganisation, die für den Brandschutz und die allgemeine Hilfe in ihrer Grafschaft sorgt. Sie entstand im Jahr 1974 aus den früheren Brigades Brighton, Hastings, Eastbourne und East Sussex. Eine der beiden Divisions-Sitze befindet sich in Brighton. Das Personal setzt sich aus haupt- und nebenberuflichen Firefighters zusammen.

### Bildung
In Brighton befinden sich mit der University of Brighton (ehemals Polytechnikum) und der University of Sussex (außerhalb auf den Hügeln zwischen Stanmer und der Gemeinde Falmer) zwei Universitäten sowie eine Medizinische Hochschule, die Brighton and Sussex Medical School. Brighton glänzt ebenfalls mit mehreren Englischschulen, wie dem Regency-College, der Brightons School of English und dem Embassy-College.
Die University of Brighton ist auf drei Hauptstandorte (Grand Parade, Moulsecoomb, Falmer) sowie mehrere kleinere Einrichtungen verteilt. Sie wurde im Jahr 1968 als Brighton Polytechnic durch den Zusammenschluss des Brighton College of Technology (am heutigen Standort Moulsecoomb) mit dem Brighton College of Art (am heutigen Standort Grand Parade) gegründet. Als Vorläufer des Brighton College of Technology existierte das Brighton Technical College. 1992 wurde Brighton Polytechnic zusammen mit den anderen Polytechnics im Vereinigten Königreich durch den Further and Higher Education Act in eine Universität umgewandelt und erhielt den heutigen Namen.
Die University of Sussex wurde 1961 gegründet und war damit die erste der aufgrund der Architektur dieser Ära als Plate glass universities bezeichneten Hochschulneugründungen in den 1960er Jahren im Vereinigten Königreich. Sie befindet sich ebenfalls bei Falmer und grenzt unmittelbar an den dortigen Campus der University of Brighton.
Brighton and Sussex Medical School, eine 2002 bei Falmer gegründete Medizinische Hochschule (engl. medical school), beruht auf einer Kooperation der University of Brighton und der University of Sussex mit dem Brighton and Sussex University Hospitals NHS Trust, zu dem das Royal Sussex County Hospital und das Royal Alexandra Hospital for Sick Children in Brighton sowie das Princess Royal Hospital in Haywards Heath gehören.
Zu den ältesten und bekanntesten Schulen in Brighton im sekundären Bildungsbereich zählt das Brighton College.

## Bauwerke

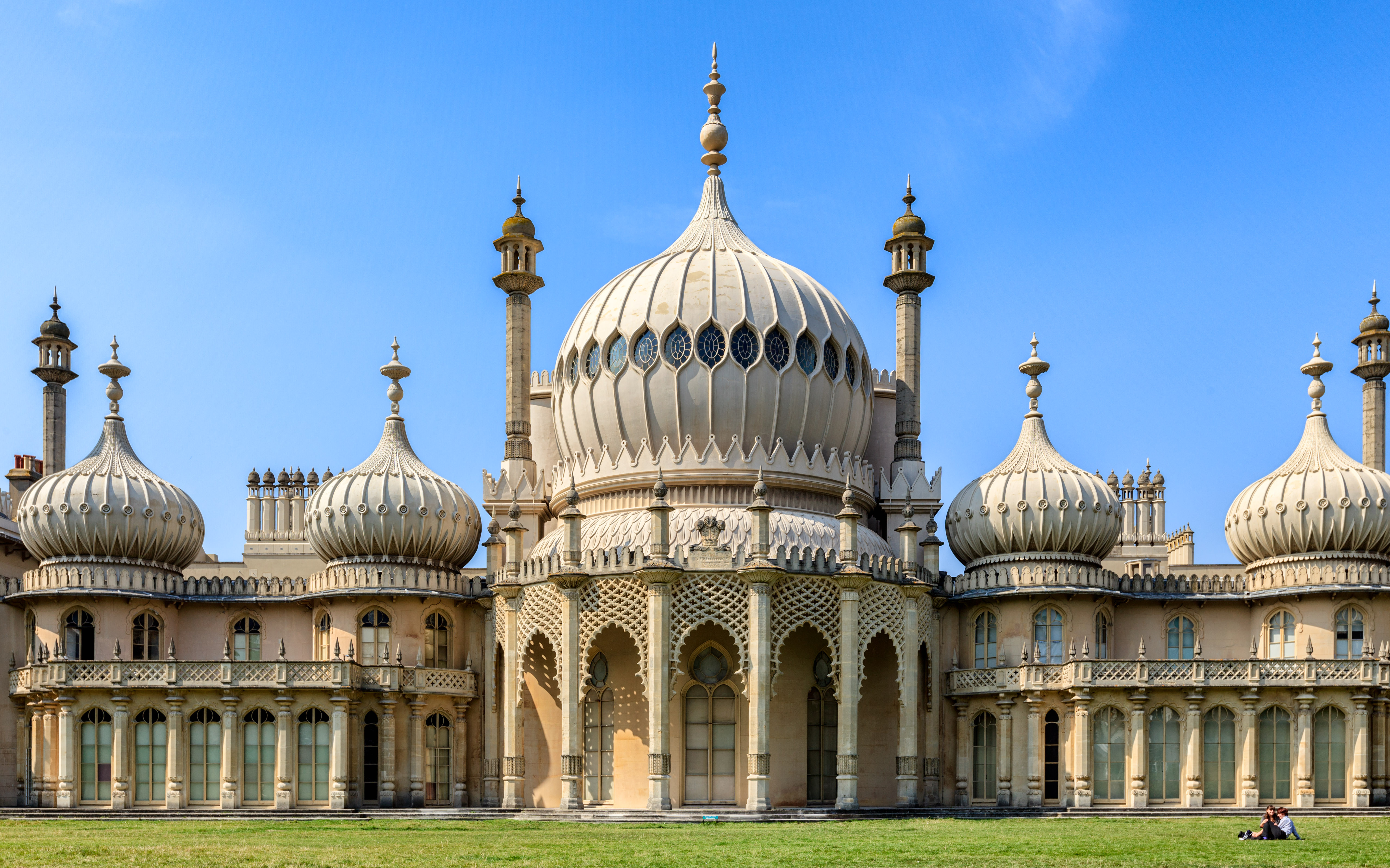
Der Royal Pavilion

### Royal Pavilion
Der Royal Pavilion ist eine ehemalige königliche Residenz, die eine bekannte Sehenswürdigkeit und ein Wahrzeichen der Stadt ist. Georg IV. ließ ihn zwischen 1815 und 1822 errichten. Er ähnelt von außen einem indischen Palast, während die Inneneinrichtung im Stil der Chinoiserie gehalten ist. Seit 1850 ist er im Besitz der Stadt, heute ist der Royal Pavilion ein Museum.

### Seebrücken

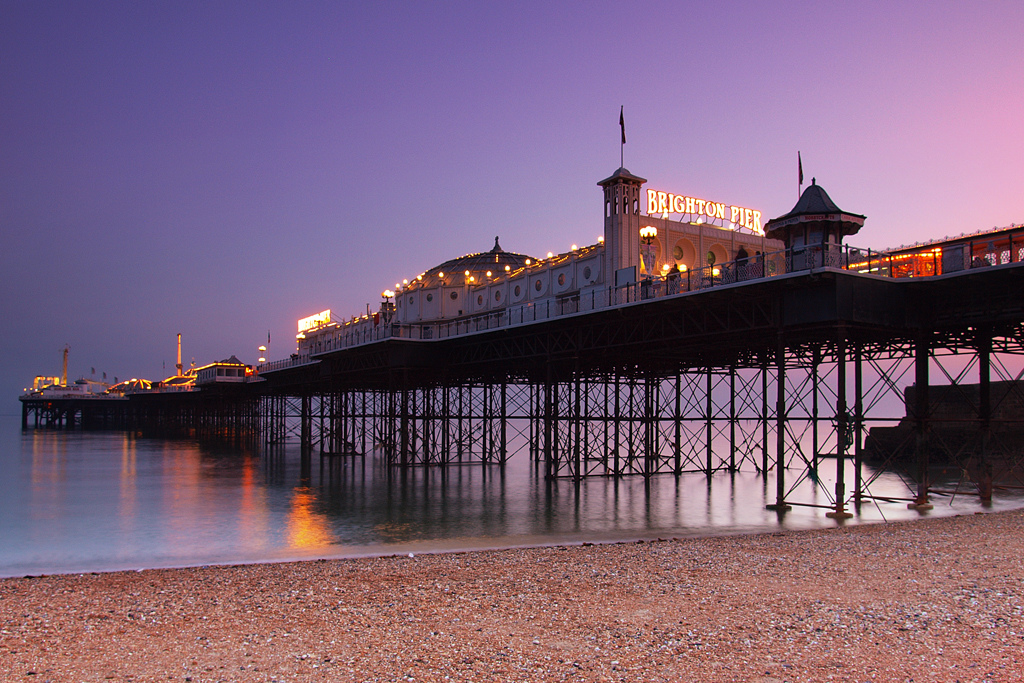
Brighton Palace Pier bei Dämmerung

In Brighton gab es mehrere Seebrücken. Das Brighton Palace Pier ist die einzige, die aktuell geöffnet ist. Sie wurde im Jahre 1899 eröffnet und beherbergt heute einen Freizeitpark.
1866 wurde das West Pier errichtet, auf ihm standen unter anderem ein Konzert- und ein Theatersaal. Es wurde 2003 und 2004 durch zwei Brände stark zerstört und seitdem nicht mehr wiederhergestellt, die Ruine steht heute noch an der Küste von Brighton. Das Royal Suspension Chain Pier stand von 1823 bis zu seiner Zerstörung durch einen Sturm im Jahre 1896.

### Marina
Im Osten von Brighton liegt die Marina. Die Marina war ursprünglich nur ein Hafen, der vorgelagert unterhalb der Kreidefelsen lag. Da er aber nicht ausreichend genutzt wurde, legte man einen Teil der Hafenanlage trocken. Nun gibt es in der Marina neben dem eigentlichen Hafen einen Supermarkt, ein Kino und jede Menge Pubs und Restaurants.

### Sonstige Bauwerke
Am 4. August 2016 wurde an Brightons Seestrand, in direkter Nachbarschaft zum West Pier, der 173 Meter hohe Aussichtsturm British Airways i360 eröffnet. Es ist mit einer erreichbaren Plattformhöhe von 138 Metern die zweithöchste öffentlich begehbare Aussichtsplattform im Vereinigten Königreich und das höchste Bauwerk in der Grafschaft Sussex.

## Kultur

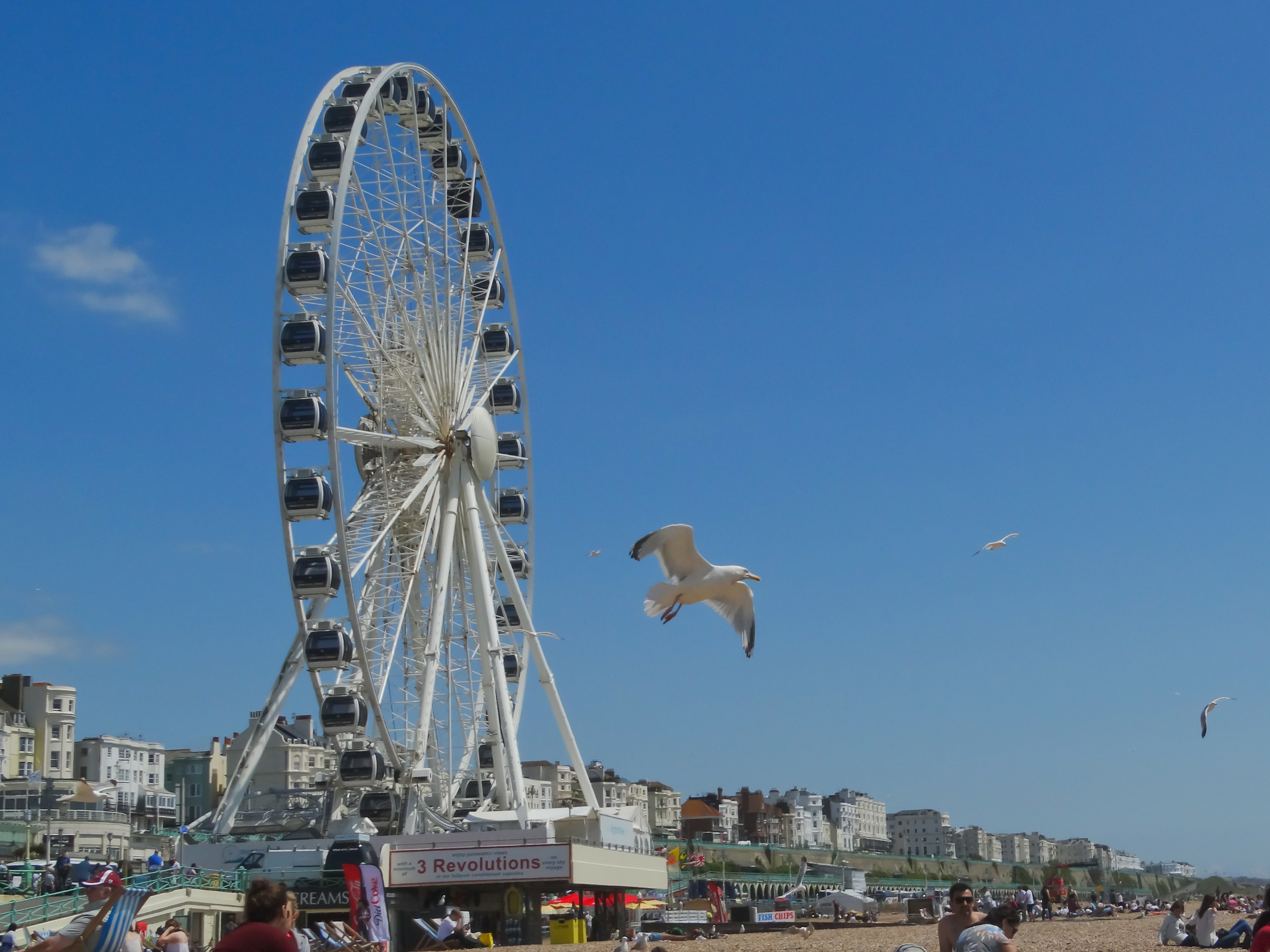
Riesenrad neben dem Pier

### Musik
In Brighton sind viele Bands und Musiker beheimatet, darunter Michael Schenker, Herman Rarebell, Nick Cave, Architects, Passenger, The Kooks, Fatboy Slim, die Freemasons, Blood Red Shoes, The Go! Team, Lovejoy sowie die Mirrors. Brighton gilt als die Gründungsstadt des Big Beat.

### Festivals
Jedes Jahr im Mai findet das Brighton Festival statt. Es ist das größte Kunstfestival im Vereinigten Königreich nach Edinburgh. Das Festival bietet fast alles, was die Künstlerszene in Großbritannien zu bieten hat und es zieht jährlich rund 500.000 Besucher nach Brighton. Bei dem sogenannten „Artist Open House“-Konzept öffnen Künstler ihre eigenen Häuser für die Öffentlichkeit und stellen ihre Kunstobjekte aus.

### Museen

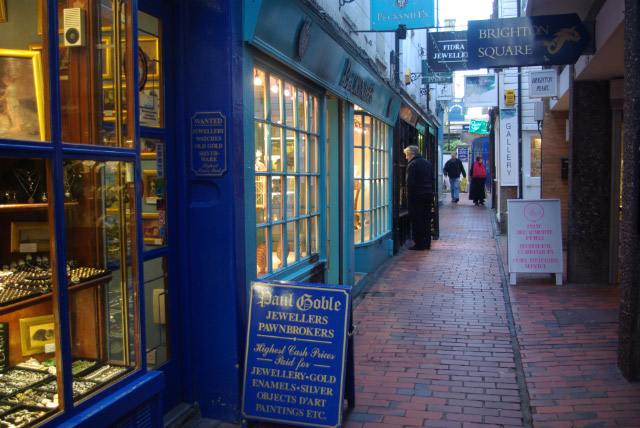
The Lanes

In Brighton gibt es einige Museen. Dazu gehören das Brighton Museum und die Kunstgalerie, das Booth Museum of Natural History, das Brighton Toy and Model Museum und das Brighton Fischereimuseum am West Pier. Auch der Royal Pavilion beherbergt ein Museum.

### Theater und Kino
Die Stadt bietet ein vielfältiges kulturelles Programm. Dazu zählen das Brighton Dome Theatre, die Comedia und der Theatre Royal. Es gibt auch weitere kleinere Theater wie z. B. das Marlborough-Theater oder das Nightingale Theater.

### Lebensstil
Aufgrund seiner kosmopolitischen Atmosphäre wird Brighton auch als „London by the Sea“ bezeichnet. Wegen der gelassenen Haltung und unkonventionellen Lebensweise in Brighton wird das Seebad auch immer mehr bei Homosexuellen beliebt. So hat Brighton einen der höchsten homosexuellen Bevölkerungsanteile in Großbritannien. Die Szene konzentriert sich auf den Stadtteil Kemp Town, sodass dieses als Brightons Gay Village bekannt ist. Die meisten, auch im Reiseführer genannten, Clubs und Lokale der LGBT-Szene befinden sich in der St. James Street und am Old Steine.

### Sport
Der Fußballverein Brighton & Hove Albion ist in der Stadt beheimatet.
Brighton war einer der Austragungsorte bei der Rugby-Union-Weltmeisterschaft 2015.
Im Brighton Centre wurden als wichtige Ranglistenturniere im Snooker in 2003 und 2004 die British Open ausgetragen.

## Besonderheiten
- Stahlskulptur mit Inschrift I have great desire, My desire is great
- Aufgrund der umfassenden LGBT-Community und dem alljährlichen „Brighton & Hove Pride“ wird Brighton oft auch als „Gay-Capital UK“ bezeichnet (neben London).
- Brighton war im Sherlock-Holmes-Band „Das Tal der Angst“ Schauplatz eines Mordes. Es wurde als kleiner Ort erwähnt, der in der letzten Zeit stark an Bevölkerung zunahm.
- Die schwedische Band ABBA gewann 1974 in Brighton den Grand Prix d’Eurovision (heute: Eurovision Song Contest) mit dem Song Waterloo.
- Die vierköpfige Indie-Band The Kooks wurde in Brighton gegründet.
- Die Metalcore-Band Architects stammt ebenfalls aus der südenglischen Stadt.
- Brighton ist die Heimatstadt der erfolgreichen Celtic-Folk-Punk-Rock-Band The Levellers, die dort auch ihr bandeigenes Studio The Metway betreiben.
- Dank des von Fatboy Slim gegründeten Clubs „Big Beat Boutique“ gilt Brighton als Gründungsstadt des Big Beat.
- Ein weiterer, weltweit erfolgreicher Musiker, der in Brighton geboren wurde, ist Matt Redman. Er ist in der christlichen Musikszene der wohl bekannteste Lobpreisleiter.
- Brighton war Drehort einiger Szenen des britischen Spielfilms Quadrophenia aus dem Jahr 1979.
- In Brighton befindet sich eine besondere Pferderennbahn für Galopprennen bis zu 1,5 Meilen. Der Kurs ist U-förmig (linksherum) und steigt zum Ziel hin leicht an. Er befindet sich inmitten eines Wohngebiets und wird von einer öffentlichen Straße gekreuzt, die während des Rennbetriebs gesperrt wird. Da sich der Kurs auf den Hügeln befindet, hat man von dort einen guten Blick auf die Unterstadt und das Meer.
- Die „Roy-Grace“-Bücher des Krimiautors Peter James spielen stets in und um Brighton und Hove.

## Persönlichkeiten

### In Brighton wohnhaft
- Kate Duchêne (* 1959), Schauspielerin
- Andy Field (* 1973), Psychologe und Autor
- David Gilmour (* 1946), Gitarrist; Pink Floyd[8]
- Matt Haig (* 1975), Autor und Journalist
- Jacksepticeye (* 1990), irischer YouTuber
- Marzia Kjellberg (* 1992), italienische Autorin und ehemalige Webvideoproduzentin
- Gary Moore (1952–2011), nordirischer Gitarrist, Komponist und Sänger
- PewDiePie (* 1989), schwedischer YouTuber
- Liz Pichon (* 1963), Autorin und Illustratorin
- Herman Rarebell (* 1949), deutscher Schlagzeuger; Mitglied der Scorpions 1977–1996
- Matt Redman (* 1974), Songwriter, Musiker, Lobpreisleiter
- Dakota Blue Richards (* 1994), Schauspielerin
- C. J. Sansom (1952–2024), Schriftsteller
- Michael Schenker (* 1955), deutscher Hardrockgitarrist; Scorpions, UFO, Michael Schenker Group, McAuley Schenker Group, Contraband
- Jimmy Somerville (* 1961), Musiker
- Zoe Elizabeth Sugg (* 1990), YouTuberin, Bloggerin, Autorin
- Nick Cave (* 1957), Musiker, Texter, Dichter, Schriftsteller, Schauspieler

### In Brighton geboren

#### Bis 1900
- Alexander Robert Reinagle (1799–1877), Organist und Komponist
- Edward Sellon (1818–1866), Schriftsteller, Verfasser und Illustrator erotisch-pornographischer Werke
- Dudley Ryder, 3. Earl of Harrowby (1831–1900), Politiker und Handelsminister
- Francis Charles Philips (1849–1921), Schriftsteller und Schauspieler
- Magnus Volk (1851–1937), Eisenbahnpionier
- Henry Philemon Attwater (1854–1931), Naturforscher und Präparator
- Edward Tyas Cook (1857–1919), Journalist, Biograph und Gelehrter
- Philippa Fawcett (1868–1948), Mathematikerin und Schulreformerin
- Mabel Beardsley (1871–1916), Journalistin, Lehrerin und Schauspielerin
- George Burchett (1872–1953), Tattoo-Künstler
- Tessie Reynolds (≈1877–1955), Radsportlerin
- Howard William Kennard (1878–1955), Diplomat
- Mary Achenbach (1883–1975), britisch-deutsche Malerin
- Norman Armour (1887–1982), US-amerikanischer Diplomat
- John Roland Abbey (1894–1969), Offizier und Bibliophiler
- Arthur Treacher (1894–1975), Schauspieler
- Mercedes Gleitze (1900–1981), Schwimmerin (Kanalüberquerung)

#### 1901 bis 1950
- John Garrick (1902–1966), Filmschauspieler
- Tommy Wisdom (1906–1972), Autorennfahrer und Journalist
- Daisy und Violet Hilton (1908–1969), siamesische Zwillinge, Schauspielerinnen
- Leon Clore (1918–1992), Filmproduzent
- Martin Ryle (1918–1984), Radioastronom und Nobelpreisträger für Physik
- Sydney J. Bounds (1920–2006), Schriftsteller
- Pauline Baynes (1922–2008), Illustratorin und Autorin
- Michael Nightingale (1922–1999), Schauspieler
- Roy Cruttenden (1925–2019), Weitspringer
- John Nicks (* 1929), Eiskunstläufer und Eiskunstlauftrainer
- Mike Gambrill (1935–2011), Radrennfahrer
- Ann Quin (1936–1973), Schriftstellerin
- John Akister (* 1937), australischer Politiker
- Michael Kilgarriff (* 1937), Schauspieler, Hörspielsprecher sowie Autor von Sach- und Kinderbüchern
- Peter Mayle (1939–2018), Schriftsteller
- Johnny Wakelin (* 1939), Musiker (In Zaire)
- Bruno Lawrence (1941–1995), Musiker und Schauspieler
- Gary Windo (1941–1992), Saxophonist
- Michael Ashburner (1942–2023), Genetiker und Bioinformatiker
- Allan Taylor (* 1945), Singer-Songwriter
- Peter Spencer (* 1947), Seeoffizier
- Peter James (* 1948), Schauspieler, Drehbuchautor, Schriftsteller, Filmproduzent
- Steve Ferrone (* 1950), Soul-Schlagzeuger

#### 1951 bis 2000
- Barry V. L. Potter (* 1953), Chemiker und Hochschullehrer
- John Butcher (* 1954), Jazz- und Improvisationsmusiker
- Nigel Kennedy (* 1956), Violinist
- Lesley Manville (* 1956), Schauspielerin
- Allen Timpany (* 1956), Automobilrennfahrer und Unternehmer
- Frank Lambert (* 1958), Ornithologe und Ökologe
- Simon Cowell (* 1959), Musik- und Filmproduzent
- Luke Cresswell (* 1963), Filmregisseur, Drehbuchautor und Filmkomponist
- Fiona Bennett (* 1966), in Berlin tätige Modistin
- Dave Clarke (* 1968), Musikproduzent und Techno-DJ
- Robin Hayward (* 1969), Tubist, Komponist
- Caitlin Moran (* 1975), Journalistin, Fernsehmoderatorin, Schriftstellerin
- Sara Brahms (* 1978), Sängerin der Gruppe Tic Tac Toe
- Katie Price (* 1978), Fotomodell
- Holly Willoughby (* 1981), Moderatorin
- Nick Howard (* 1982), Singer-Songwriter
- Toby Hemingway (* 1983), Schauspieler
- Mike Rosenberg (Passenger; * 1984), Sänger, Songwriter
- Luke Pritchard (* 1985), Musiker
- Jesaja Minasian (* 1986), britisch-armenischer Geiger und Cellist
- Natasha O’Keeffe (* 1986), Schauspielerin
- Joscelin Lowden (* 1987), Radsportlerin
- Sophie Coleman (* 1990), Triathletin
- Mike Hammond (1990–2023), Eishockeyspieler
- Lara Heller (* 1990), britisch-deutsch-iranische Schauspielerin und Synchronsprecherin
- Lewis Dunk (* 1991), Fußballspieler
- Shannon Tarbet (* 1991), Schauspielerin
- Ben Heath (* 1992), Pokerspieler
- Conor Maynard (* 1992), Musiker
- Lily Agg (* 1993), englisch-irische Fußballspielerin
- Charlie Da’Vall Grice (* 1993), Mittelstreckenläufer
- Luke Newton (* 1993), Schauspieler
- Julian Cash (* 1996), Tennisspieler
- Robbie Fitzgibbon (1996–2024), irisch-britischer Leichtathlet
- Joe Davis (* 1997), Dartspieler
- Toby Harries (* 1998), Sprinter
- Charlie Gilmour (* 1999), schottisch-englischer Fußballspieler
- Jasmine Hutton (* 1999), Squashspielerin
- Alex Cochrane (* 2000), Fußballspieler

#### Ab 2001
- Sonay Kartal (* 2001), Tennisspielerin
- Teddy Jenks (* 2002), Fußballspieler
- Amelia Rajecki (* 2002), Tennisspielerin
- John Lucero (* 2003), philippinisch-englischer Fußballspieler
- Jonah Bryant (* 2005), Squashspieler

## Filmdokumentationen
- Die großen Seebäder: Brighton. Deutsche TV-Dokumentation (2012) von Kristian Kähler und Martin Koddenberg, 44 Minuten.